# Ikavski govor
Ikavski govor (ili vlastiti naziv ikavica) jedan je od triju ("četiriju") govora hrvatskog jezika uz ekavski govor, ijekavski govor te jekavski govor.
Ikavicom se nekada govorilo i u Trebinju, Nevesinju i Ljubinju, trag čega se danas vidi u toponimima na -šć, a do 16. i 17. st. stanovništvo Popovog polja je uglavnom govorilo ikavicom.
Neistražen je slučaj današnjih Srba iz sela Azbukovice, među kojima se sačuvao ikavski govor. Pretpostavlja se da su neki stanovnici u prošlosti doselili iz jugozapadne Hrvatske., a fenomen je i ikavski odraz jata među crnogorskim muslimanima u Podgorici i Tuzima (o čemu postoje četiri teorije: autohtona pojava, utjecaj bh. ikavskih muslimana, "iz hira" da bi bili i jezično drukčiji od pravoslavnih susjeda, blizina albanskog jezika) te kod pravoslavnih Crnogoraca u Vraci kod Skadra.